# 市村泰一
市村 泰一（いちむら ひろかず、1925年8月19日 - 1989年3月18日）は、日本の映画監督。

## 人物
長野県須坂市出身。父は「信濃毎日新聞」の記者。小学校四年まで上田市で過ごしたのち東京府・世田谷に移住、独協中学校をへて1947年上智大学文学部新聞報道科卒業。中学の同級生に藤間紫の弟・藤間勝胤がおり、その関係で15歳の時から大学卒業まで藤間宗家の書生であった。六代目尾上菊五郎に魅せられ歌舞伎研究に没頭、1949年松竹京都撮影所演出部に入る。斎藤寅次郎、大曾根辰保、渡辺邦男、内出好吉などの作品に助監督でついたあと、1961年、川内康範原作、伴淳三郎主演のアクション・コメディ「快人黄色い手袋」で監督デビュー。のち大船に移り、橋幸夫の歌謡映画、坂本九、牧伸二の喜劇、由美かおるのミュージカル風作品、「めくらのお市」シリーズなどを多数監督した。70年代には青春ドラマを監督、ほかに橋幸夫の舞台公演、「潮来の伊太郎」「子連れ狼」などを演出した。

## 監督作品
- 1961　快人黄色い手袋
- 1961　風来先生
- 1962　喜劇　団地親分 　関西喜劇人協会＝松竹京都
- 1962　川は流れる　桑野みゆき
- 1962　京子の初恋　八十八夜の月 　岩下志麻
- 1962　九ちゃん音頭
- 1962　学生芸者　恋と喧嘩
- 1962　バラキンと九ちゃん　申し訳ない野郎たち
- 1963　彼女に向って突進せよ
- 1963　若いやつ 　北條誠原作　橋幸夫
- 1963　独立美人隊
- 1963　舞妓はん
- 1963　港に消えたあいつ 　菊田一夫原作
- 1963　瞼の母より　月夜の渡り鳥　橋幸夫
- 1964　女嫌い 　倍賞千恵子 笠智衆
- 1964　花の舞妓はん　橋幸夫
- 1964　孤独
- 1965　この声なき叫び 　西村京太郎原作　田村正和
- 1965　すっ飛び野郎　橋幸夫
- 1965.　あの娘と僕　スイム・スイム・スイム　橋幸夫
- 1965.　求婚旅行
- 1965.　ハイウェイの王様 　マナセ・プロ　阿川弘之原作　坂本九
- 1966.　春一番 　芝木好子原作　桑野みゆき
- 1966.　坊っちゃん 　夏目漱石原作　坂本九
- 1966.　土方歳三　燃えよ剣 　司馬遼太郎原作　栗塚旭
- 1967.　シンガポールの夜は更けて　 橋幸夫
- 1967.　銀の長靴 　由美かおる
- 1967.　人妻椿 小島政二郎原作　三田佳子
- 1967.　レッツゴー！高校レモン娘 　松竹＝西野バレエ団　川上宗薫原作　由美かおる
- 1967.　花の宴 　中山仁
- 1968.　温泉ゲリラ　大笑撃 　	犬塚弘 なべおさみ
- 1968.　悪党社員遊侠伝 　牧伸二 なべおさみ 小野ヤスシ 立川談志 香山美子 萩本欽一 坂上二郎
- 1968.　こわしや甚六  	フランキー堺 小沢昭一
- 1968.　昭和元禄ハレンチ節 　牧伸二 立川談志 萩本欽一 坂上二郎 藤山寛美 伴淳三郎
- 1968.　女めくら　花と牙 　 荒井千津子
- 1969.　恋の乙女川 　ビクター＝ワールド
- 1969.　猛烈社員　スリゴマ忍法 　牧伸二 立川談志 生田悦子 財津一郎 曽我廼家明蝶 ヒデとロザンナ
- 1969.　めくらのお市　みだれ笠 	松山容子
- 1969.　栄光の黒豹 　	森田健作
- 1970.　めくらのお市　命貰います
- 1970.　涙の流し唄　命預けます
- 1971.　おんなの朝　あまから物語
- 1973.　としごろ　和田アキ子　森昌子　石川さゆり　山口百恵
- 1973.　ときめき 栗田ひろみ 沖雅也　 浅田美代子
- 1973.　ひとつぶの涙   森田健作 吉沢京子 水谷豊 森次晃嗣 大村崑 桜田淳子 西城秀樹
- 1974.　涙のあとから微笑みが 　	森田健作 吉沢京子 桜田淳子
- 1974.　ふれあい 　松竹＝文学座　中村雅俊 檀ふみ
- 1975.　はだしの青春 　柴田あや子原作   森田健作
- 1976　北の宿から 　松竹＝サンミュージック 　中野良子 田村正和 原田美枝子、都はるみ